# Dicaelotus rufiventris
Dicaelotus rufiventris là một loài tò vò trong họ Ichneumonidae.